# Krottenkopf
Krottenkopf – szczyt w paśmie Bayerische Voralpen, części Alp Wschodnich. Leży w Niemczech, w Bawarii. Jest to najwyższy szczyt tego pasma. Leży około 10 km na północny wschód od Garmisch-Partenkirchen. Szczyt można zdobyć ze schroniska Weilheimer Hütte (1946 m).